# Butenylgrupp
|             |               |
| cis-butenyl | trans-butenyl |

En butenylgrupp är en organisk funktionell grupp med strukturformeln CH2CH=CHCH3. De finns i två stereoisomerer; cis- och trans-form.